# Willi Sippel
Willi Sippel (20 marzo 1929) è un ex calciatore tedesco, di ruolo difensore.

## Carriera

### Nazionale
Con la nazionale della Saar collezionò quattro presenze senza segnare nessun gol.